# Giuseppe Bellisario
Pour les articles homonymes, voir Bellisario.
Giuseppe Bellisario, né le 15 juin 1821 à Naples et mort en 1896, est un peintre italien d'histoire et portraitiste.

## Biographie
Giuseppe Bellisario naît le 15 juin 1821 à Naples. Il étudie à l'Institut des Beaux-Arts, y gagne une pension de six ducats par mois, et remporte de nombreux prix, suivant les conseils du professeur Francesco Oliva notamment en matière de coloris.

## Œuvres
Le musée de Naples possède son Marco Botzaris. On cite également au musée de Mulhouse une copie de lui d'après le Saint Jérôme de Ribera. 